# 고다혜
고다혜(1983년 7월 20일~)은 대한민국의 리포터이다

## 경력
現 목포MBC 전국시대 리포터
現 FTV[한국낚시채널]<일상탈출고고> 리포터
- 6시 내고향 리포터

## 방송 출연
- 6시 내고향